# Emily Harrison
Emily Harrison (ur. 13 czerwca 1977 w Louisiana (Missouri), USA) – amerykańska aktorka.

## Filmografia
- 2004 Moda na sukces (The Bold and the Beautiful) jako Bridget Forrester
- 2003: Władca lalek – Spuścizna (Puppet Master: The Legacy) jako Jane Magrew (zdjęcia archiwalne)
- 2002–2005: American Dreams jako Sybil (gościnnie)
- 1998: Władca lalek 6: Przekleństwo władcy lalek (Curse of the Puppet Master) jako Jane Magrew
- 1996–2007: Siódme niebo (7th Heaven) jako Jill (gościnnie)
- 1995: Złe zamiary (Dangerous Intentions) jako Bonnie Ferrar
- (2004)

## Życie prywatne
Z mężem – Michaelem – ma dwóch synów: Jacksona Thomasa (ur. w 2003 r.) i Londona La Brode'a (ur. w 2006 r.).